# Condado de Cuyahoga
O Condado de Cuyahoga (em inglês:  Cuyahoga County) é um dos 88 condados do estado americano do Ohio. A sede e maior cidade do condado é Cleveland. Foi fundado em 7 de junho de 1807.
O condado possui uma área de 3 226 km², dos quais 1 184 km² estão cobertos por terra e 2 042 km² por água, uma população de 1 280 122 habitantes, e uma densidade populacional de 1 081,1 hab/km² (segundo o censo nacional de 2010). É o condado mais populoso do Ohio e o 29º mais populoso dos Estados Unidos.